# Црква Светог Мине (Стараја Руса)
Црква Светог Мине (рус. Церковь Святого великомученика Мины) православни је храм под ингеренцијом Руске православне цркве. Налази се у граду Стараја Руса, на подручју Староруског рејона Новгородске области, на северозападу европског дела Руске Федерације. Црква је посвећена хришћанском светитељу и мученику из III века Мини Катуанском.
Иако тачан датум градње храма није познат, у писаним изворима по први пут се помиње у једном катастарском спису који се односи на период 1497–1498. године. Верује се да је саграђена током 1410—их година наместу где је некада постојао дрвени храм (саграђен вероватно 1371) који је страдао у пожару. Црква је национализована од стране совјетских власти 1938. године, а тренутно се налази у фази рестаурације.
Црква се налази на листи културног наслеђа Руске Федерације под бројем 5310137000.